# Hayley Ward
Hayley Ward (* 26. August 1997 in Port Elizabeth) ist eine südafrikanische Squashspielerin.

## Karriere
Hayley Ward war zunächst auf nationaler Ebene aktiv und nahm unter anderem mehrfach an den südafrikanischen Meisterschaften teil. 2024 wurde sie hinter Alexandra Fuller Vizemeisterin. Im selben Jahr wurde sie hinter Rana Ismail außerdem Vizeafrikameisterin. Mit der südafrikanischen Nationalmannschaft wurde sie bereits 2022 Vizeafrikameisterin und nahm mit ihr an den Weltmeisterschaften 2022 und 2024 sowie am WSF World Cup 2023 teil. 2025 vertrat sie Südafrika bei den World Games in Chengdu und erreichte dort das Achtelfinale.
Ward spielt seit 2023 auf der PSA Squash Tour und gewann auf dieser bislang zwei Titel. Der erste Titelgewinn gelang ihr in der Saison 2023/24 im Juni 2024 nach einem Finalsieg gegen Kiera Marshall in Brüssel. In der Saison 2024/25 gewann sie im Juni 2025 in Gibraltar ein weiteres Turnier. Ihre höchste Platzierung in der Weltrangliste erreichte sie mit Rang 76 am 14. Juli 2025.

## Erfolge
- Vizeafrikameisterin: 2024
- Vizeafrikameisterin mit der Mannschaft: 2022
- Gewonnene PSA-Titel: 2
- Südafrikanische Vizemeisterin: 2024